# 베르트랑 모형
베르트랑 모형(Bertrand model)은 경제학에서 과점 시장을 설명할 때 쓰이는 모형이다. 조셉 루이스 프랑소와 베르트랑(1822-1900)을 이름을 따서 명명되었다. 이 모형은 가격을 설정하는 각각의 기업(공급자) 사이의 상호작용을 설명해준다.

## 동질적 재화의 베르트랑 경쟁
- 시장에 적어도 동질의 제품을 제공하는 기업이 둘 이상 있다.
- 기업들은 서로 협력하지 않는다.
- 기업들은 실시간적으로 가격경쟁을 한다.
- 고객들은 모든 재화를 기업으로부터 낮은 가격에 구입한다. 만약 기업들이 같은 가격을 부과하면, 고객들은 기업들의 제품 중에서 무작위로 선택한다.

어떤 기업이 상대 기업보다 조금만 낮춘다고 하더라도 시장 전체를 차지할 수 있다. 기업이 상대 기업보다 가격을 낮출 유인이 존재하기 때문에, 베르트랑 경쟁의 결과로 두 기업의 가격 책정은 한계비용 수준에 도달하게 된다.

## 차별화된 재화의 베르트랑 경쟁

차별화된 재화의 베르트랑 모형의 최적반응함수

두 기업이 직면하는 수요곡선은 다음과 같다. 두 기업이 책정하는 가격은 각각 {\displaystyle p_{1},p_{2}}, 수요량은 각각 {\displaystyle q_{1},q_{2}}이다.
{\displaystyle q_{1}=\alpha _{1}-\beta _{1}p_{1}+\gamma _{1}p_{2}\qquad {\text{where }}\beta _{1}>\gamma _{1}}
{\displaystyle q_{2}=\alpha _{2}-\beta _{2}p_{2}+\gamma _{2}p_{1}\qquad {\text{where }}\beta _{2}>\gamma _{2}}
두 기업이 직면하는 고정비용은 0이고, 한계비용은 각각 {\displaystyle c_{1},c_{2}}라 하면 두 기업의 이윤함수는 다음과 같다.
{\displaystyle \pi _{1}=(p_{1}-c_{1})q_{1}}
{\displaystyle \pi _{2}=(p_{2}-c_{2})q_{2}}
각 기업의 이윤극대화 조건은 다음과 같다.
{\displaystyle {\frac {\partial \pi _{1}}{\partial p_{1}}}=\alpha _{1}-2\beta _{1}p_{1}+\gamma _{1}p_{2}+\beta _{1}c_{1}=0}
{\displaystyle {\frac {\partial \pi _{2}}{\partial p_{2}}}=\alpha _{2}-2\beta _{2}p_{2}+\gamma _{2}p_{1}+\beta _{2}c_{2}=0}
위의 이윤극대화 조건으로부터 각 기업의 최적반응함수를 도출할 수 있다.
{\displaystyle p_{1}={\frac {\alpha _{1}+\beta _{1}c_{1}}{2\beta _{1}}}+{\frac {\gamma _{1}}{2\beta _{1}}}p_{2}}
{\displaystyle p_{2}={\frac {\alpha _{2}+\beta _{2}c_{2}}{2\beta _{2}}}+{\frac {\gamma _{2}}{2\beta _{2}}}p_{1}}
두 기업의 최적반응함수가 만나는 점이 차별화된 재화의 베르트랑 경쟁에서 내쉬 균형이 된다.

## 생산능력 제약 하의 가격 경쟁
생산능력이 제약된 상태에서 과점 기업이 가격 경쟁을 하는 경우에는 쿠르노 모형이 제시하는 결과와 같아지게 된다. 생산능력을 쉽게 바꿀 수 없는 산업에서는 기업이 가격 경쟁을 하더라도 쿠르노 모형을 통해 시장의 결과를 설명할 수 있다는 함의를 갖는다.

## 같이 보기
- 쿠르노 모형
- 슈타켈베르크 모형